# Marcus Berg
Marcus Berg (Torsby, 17 agosto 1986) è un ex calciatore e allenatore di calcio svedese, di ruolo attaccante.

## Biografia
Talvolta soprannominato Black Marcus (Svarte-Marcus) in onore di Filip "Svarte-Filip" Johansson, Marcus è fratello minore dell'ex centrocampista Jonatan Berg.

## Carriera

### Giocatore

#### Club

##### IFK Göteborg
Dopo due anni passati nelle giovanili dell'IFK Göteborg, in occasione dell'annata 2005 viene promosso in prima squadra nella massima serie svedese, l'Allsvenskan. Inizia il campionato 2007 realizzando 14 reti nelle prime 17 giornate, prima di essere ceduto. Queste realizzazioni gli sono sufficienti per laurearsi capocannoniere del torneo – nonostante la sua partenza a stagione in corso – e per contribuire alla conquista del titolo nazionale che l'IFK Göteborg non vinceva da 11 anni.

##### Groningen
Il 10 agosto 2007, viste le ottime prestazioni ottenute con la maglia dell'IFK Göteborg, viene acquistato dal Groningen per una somma riportata di 2,5 milioni di sterline. La squadra era in cerca di un nuovo attaccante dopo aver ceduto Luis Suárez all'Ajax. Nella sua prima stagione nella Eredivisie olandese, Berg realizza 18 gol e porta la squadra al settimo posto in campionato.
La stagione 2008-2009 inizia alla grande per Berg e l'Groningen, la squadra resta prima in classifica per le prime 5 giornate di campionato e lo svedese mette a segno 5 gol in altrettante partite. Dopo due anni, conclude la sua esperienza in biancoverde con uno score di 56 presenze e 33 reti.

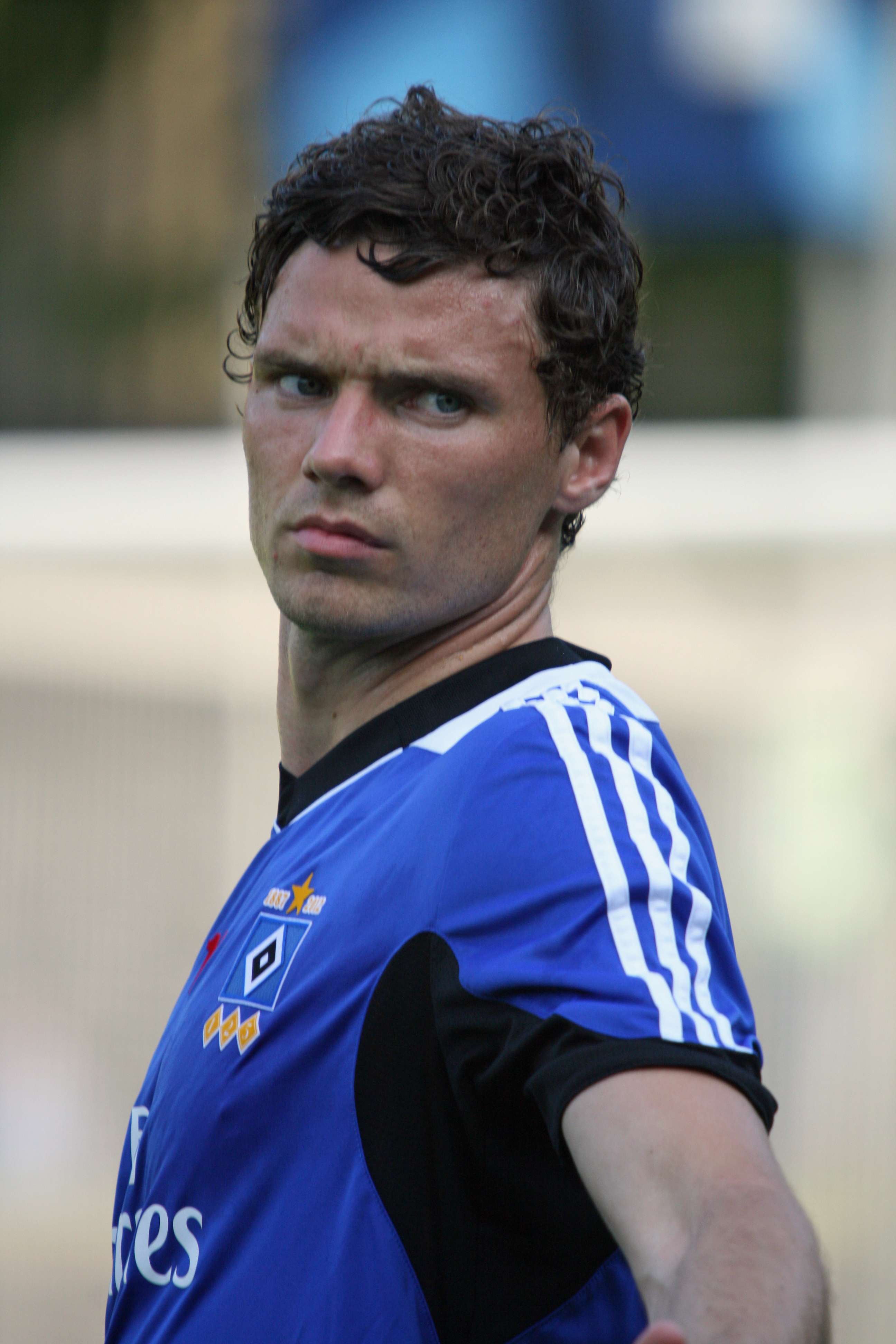
Berg nel 2012 all'Amburgo

##### Amburgo
Il 17 luglio 2009 il Groningen cede ufficialmente Berg alla formazione tedesca dell'Amburgo. Non vengono resi noti i termini del trasferimento. Esordisce il 15 agosto 2009 con un gol alla prima giornata di campionato contro il Borussia Dortmund, siglando la rete del definitivo 4-1 per l'Amburgo al 72' minuto, appena 182 secondi dopo il suo ingresso in campo, facendo registrare un record nella storia del club. Nell'arco di quell'edizione della Bundesliga, segna complessivamente 4 marcature nelle 30 presenze messe a referto.

##### Prestito al PSV e ritorno all'Amburgo
Il 21 luglio 2010 torna nei Paesi Bassi, questa volta in prestito al PSV. Il 22 agosto realizza una doppietta che permette al PSV di vincere 3-1 contro l'AZ Alkmaar. Dopo 25 presenze e 8 gol in Eredivisie, a fine prestito torna all'Amburgo.
Torna a giocare in Germania il 17 settembre nella sconfitta per 0-1 contro il Borussia Möenchedgladbach. Il 25 ottobre ritorna a segnare con la maglia dell'Amburgo, in occasione della vittoria esterna per 1-2 contro l'Eintracht Trier 05, gara valida per la Coppa di Germania. In campionato colleziona solo un gol in 13 presenze stagionali, complici alcuni problemi fisici. L'anno successivo il bilancio è di 0 gol in 11 presenze.

##### Panathinaikos
Nel luglio del 2013 viene acquistato dalla squadra greca del Panathīnaïkos, con cui firma un accordo quadriennale. Il 26 aprile 2014, durante la finale di Coppa di Grecia contro il PAOK Salonicco, sigla una tripletta che fissa il punteggio sul definitivo 4-1 per i verdi, che si aggiudicano così il trofeo. A fine stagione 2013-2014 Berg viene nominato calciatore straniero dell'anno del campionato greco, riconoscimento poi ottenuto anche nelle stagioni 2015-2016 e 2016-2017 (in quest'ultima annata vince anche la classifica marcatori con 22 gol segnati).

##### Al-Ain
Il 28 giugno 2017 ottiene la cessione a titolo definitivo alla squadra degli Emirati Arabi Uniti dell'Al-Ain, che acquista il suo cartellino pagando circa 3,3 milioni di euro ai greci. Al suo primo anno di permanenza, Berg contribuisce alla conquista del titolo nazionale con 25 gol che lo rendono capocannoniere del campionato. Il 18 dicembre 2018 Berg apre le marcature nella semifinale del Mondiale per club contro gli argentini del River Plate, partita che vede gli emiratini prevalere ai calci di rigore dopo il 2-2 dei tempi supplementari. Quattro giorni dopo, i viola vengono sconfitti 4-1 in finale contro il Real Madrid.

##### Krasnodar
Il 13 luglio 2019 viene annunciato l'ingaggio annuale (poi prorogato di una seconda stagione) di Berg ai russi del Krasnodar. Le sue 9 reti nella Prem'er-Liga 2019-2020 contribuiscono al raggiungimento del terzo posto e della conseguente qualificazione della squadra alla Champions League dell'anno seguente; in questa competizione segna 2 gol che lo fanno diventare il migliore marcatore della squadra in Champions League. Sul finale di stagione rinnova il suo contratto annuale per un'ulteriore annata. Il 2 dicembre 2020 decide l'incontro casalingo di Champions League contro il Rennes, facendo conquistare al club la prima vittoria nella competizione e anche il terzo posto nel girone, con l'accesso all'Europa League di quello stesso anno.

##### Ritorno all'IFK Göteborg
Il 22 marzo 2021 viene ufficializzato il ritorno di Berg all'IFK Göteborg, la squadra svedese in cui anni prima era esploso a livello nazionale. L'accordo, che prevede un arrivo a parametro zero e una durata di due anni e mezzo, è valido dal successivo 15 luglio, alla riapertura della finestra svedese di calciomercato. Chiude la restante parte dell'Allsvenskan 2021 con 10 reti in 18 partite, mentre l'anno seguente realizza 13 gol in 26 presenze. Durante il campionato 2023 firma 7 reti in 21 partite, l'ultima delle quali è quella del 27 agosto contro i concittadini dell'Häcken, quando firma una doppietta per il 4-2 finale in favore della sua squadra. Di lì in poi Berg non viene più schierato causa infortunio fino all'annuncio in cui, il successivo 25 settembre, ufficializza a campionato in corso il suo ritiro dal calcio giocato per via dei suoi problemi alla schiena che necessitano di un'operazione chirurgica.

#### Nazionale
Berg disputa 19 partite con la Svezia Under-21, aggiudicandosi anche il titolo di capocannoniere degli Europeo Under-21 2009 grazie alle 7 reti all'attivo.
Nel frattempo, aveva già debuttato in nazionale maggiore nel 2008. Segna il primo gol in nazionale maggiore il 10 giugno 2009 nella partita di qualificazione ai Mondiali 2010 contro Malta, vinta per 4-0.
Convocato per gli Europei 2016, disputa i tre match di prima fase giocati dalla Svezia. Nel corso delle eliminatorie dei Mondiali 2018 in Russia, il 7 ottobre 2017 firma una quaterna nella gara che la Svezia ha vinto per 8-0 contro il Lussemburgo. Dopo aver ottenuto con la Svezia la qualificazione alla fase finale del Mondiale a spese dell'Italia, scende in campo in tutte le partite giocate dalla Svezia nel girone e nelle partite a eliminazione diretta, poi negli ottavi e nei quarti di finale.
Convocato pure per Euro 2020, al termine della manifestazione (in cui gioca tutte le gare degli svedesi eliminati agli ottavi dall'Ucraina) lascia la nazionale.

### Allenatore
Il 1º dicembre 2024 viene reso noto che Berg, a partire dall'imminente stagione 2025, sarebbe entrato a far parte dello staff tecnico dell'IFK Göteborg in qualità di assistente del capo allenatore Stefan Billborn, affiancando l'altro assistente Joachim Björklund.

## Statistiche

### Presenze e reti nei club
Statistiche aggiornate al 28 agosto 2023.
| Stagione             | Squadra              | Campionato           | Campionato | Campionato | Coppe nazionali | Coppe nazionali | Coppe nazionali | Coppe continentali | Coppe continentali | Coppe continentali | Altre coppe | Altre coppe | Altre coppe | Totale | Totale |
| Stagione             | Squadra              | Comp                 | Pres       | Reti       | Comp            | Pres            | Reti            | Comp               | Pres               | Reti               | Comp        | Pres        | Reti        | Pres   | Reti   |
| -------------------- | -------------------- | -------------------- | ---------- | ---------- | --------------- | --------------- | --------------- | ------------------ | ------------------ | ------------------ | ----------- | ----------- | ----------- | ------ | ------ |
| 2005                 | IFK Göteborg         | A                    | 13         | 3          | CS              | 1               | 0               | UIc                | 6                  | 4                  | RL          | 6           | 1           | 26     | 8      |
| 2006                 | IFK Göteborg         | A                    | 22         | 5          | CS              | 2               | 1               | CU                 | 2                  | 0                  |             | -           | -           | 26     | 6      |
| 2007                 | IFK Göteborg         | A                    | 17         | 14         | CS              | 3               | 4               | -                  | -                  | -                  |             | -           | -           | 20     | 18     |
| 2007-2008            | Groningen            | ED                   | 25+4       | 15+2       | CO              | 1               | 0               | CU                 | 1                  | 0                  | -           | -           | -           | 31     | 17     |
| 2008-2009            | Groningen            | ED                   | 31+4       | 17+5       | CO              | 3               | 4               | -                  | -                  | -                  | -           | -           | -           | 38     | 26     |
| Totale Groningen     | Totale Groningen     | Totale Groningen     | 56+8       | 32+7       |                 | 4               | 4               |                    | 1                  | 0                  |             |             |             | 69     | 43     |
| 2009-2010            | Amburgo              | BL                   | 30         | 4          | CG              | 1               | 0               | UEL                | 13                 | 6                  | -           | -           | -           | 44     | 10     |
| 2010-2011            | PSV Eindhoven        | ED                   | 25         | 8          | CO              | 3               | 1               | UEL                | 13                 | 2                  | -           | -           | -           | 41     | 11     |
| 2011-2012            | Amburgo              | BL                   | 13         | 1          | CG              | 1               | 1               | -                  | -                  | -                  | -           | -           | -           | 14     | 2      |
| 2012-2013            | Amburgo              | BL                   | 11         | 0          | CG              | 1               | 1               | -                  | -                  | -                  | -           | -           | -           | 12     | 1      |
| Totale Amburgo       | Totale Amburgo       | Totale Amburgo       | 54         | 5          |                 | 3               | 2               |                    | 13                 | 6                  |             |             |             | 70     | 13     |
| 2013-2014            | Panathīnaïkos        | SL                   | 29+6       | 15+1       | CG              | 5               | 7               | -                  | -                  | -                  | -           | -           | -           | 40     | 23     |
| 2014-2015            | Panathīnaïkos        | SL                   | 19+5       | 13+3       | CG              | 3               | 1               | UCL+UEL            | 2+4                | 0+5                | -           | -           | -           | 33     | 22     |
| 2015-2016            | Panathīnaïkos        | SL                   | 22+4       | 15+2       | CG              | 4               | 0               | UCL+UEL            | 2+2                | 1+1                | -           | -           | -           | 34     | 19     |
| 2016-2017            | Panathīnaïkos        | SL                   | 28+2       | 22+2       | CG              | 7               | 3               | UEL                | 7                  | 4                  | -           | -           | -           | 43     | 30     |
| Totale Panathinaikos | Totale Panathinaikos | Totale Panathinaikos | 115        | 73         |                 | 19              | 11              |                    | 17                 | 11                 |             | -           | -           | 151    | 95     |
| 2017-2018            | Al-Ain               | PL                   | 21         | 25         | CE+CdL          | 3+2             | 3+1             | ACL+ACL            | 2+8                | 0+7                | -           | -           | -           | 36     | 36     |
| 2018-2019            | Al-Ain               | PL                   | 20         | 10         | CE+CdL          | 1+1             | 0               | ACL                | 6                  | 2                  | SE+Cmc      | 1+4         | 1+2         | 33     | 15     |
| Totale Al-Ain        | Totale Al-Ain        | Totale Al-Ain        | 41         | 35         |                 | 3               | 1               |                    | 16                 | 9                  |             | 9           | 6           | 69     | 51     |
| 2019-2020            | Krasnodar            | PL                   | 23         | 9          | KR              | 1               | 0               | UCL+UEL            | 4+4                | 0+1                | -           | -           | -           | 32     | 10     |
| 2020-2021            | Krasnodar            | PL                   | 21         | 9          | KR              | 1               | 0               | UCL+UEL            | 8+1                | 2+1                | -           | -           | -           | 31     | 12     |
| Totale Krasnodar     | Totale Krasnodar     | Totale Krasnodar     | 44         | 18         |                 | 2               | 0               |                    | 17                 | 4                  |             | -           | -           | 63     | 22     |
| 2021                 | IFK Göteborg         | A                    | 18         | 10         | SC              | -               | -               | -                  | -                  | -                  | -           | -           | -           | 21     | 11     |
| 2022                 | IFK Göteborg         | A                    | 26         | 13         | SC              | 4               | 1               | -                  | -                  | -                  | -           | -           | -           | 30     | 14     |
| 2023                 | IFK Göteborg         | A                    | 21         | 7          | SC              | 3               | 0               | -                  | -                  | -                  | -           | -           | -           | 24     | 7      |
| Totale IFK Göteborg  | Totale IFK Göteborg  | Totale IFK Göteborg  | 117        | 52         |                 | 11              | 6               |                    | 8                  | 4                  |             | 6           | 1           | 142    | 63     |
| Totale carriera      | Totale carriera      | Totale carriera      | 425        | 217        |                 | 44              | 25              |                    | 85                 | 36                 |             | 15          | 7           | 569    | 285    |

### Cronologia presenze e reti in nazionale
| Cronologia completa delle presenze e delle reti in nazionale ― Svezia | Cronologia completa delle presenze e delle reti in nazionale ― Svezia | Cronologia completa delle presenze e delle reti in nazionale ― Svezia | Cronologia completa delle presenze e delle reti in nazionale ― Svezia | Cronologia completa delle presenze e delle reti in nazionale ― Svezia | Cronologia completa delle presenze e delle reti in nazionale ― Svezia | Cronologia completa delle presenze e delle reti in nazionale ― Svezia | Cronologia completa delle presenze e delle reti in nazionale ― Svezia |
| Data                                                                  | Città                                                                 | In casa                                                               | Risultato                                                             | Ospiti                                                                | Competizione                                                          | Reti                                                                  | Note                                                                  |
| --------------------------------------------------------------------- | --------------------------------------------------------------------- | --------------------------------------------------------------------- | --------------------------------------------------------------------- | --------------------------------------------------------------------- | --------------------------------------------------------------------- | --------------------------------------------------------------------- | --------------------------------------------------------------------- |
| 6-2-2008                                                              | Istanbul                                                              | Turchia                                                               | 0 – 0                                                                 | Svezia                                                                | Amichevole                                                            | -                                                                     |                                                                       |
| 20-8-2008                                                             | Göteborg                                                              | Svezia                                                                | 2 – 3                                                                 | Francia                                                               | Amichevole                                                            | -                                                                     | 62’                                                                   |
| 19-11-2008                                                            | Amsterdam                                                             | Paesi Bassi                                                           | 3 – 1                                                                 | Svezia                                                                | Amichevole                                                            | -                                                                     |                                                                       |
| 11-2-2009                                                             | Graz                                                                  | Austria                                                               | 0 – 2                                                                 | Svezia                                                                | Amichevole                                                            | -                                                                     | 67’                                                                   |
| 28-3-2009                                                             | Porto                                                                 | Portogallo                                                            | 0 – 0                                                                 | Svezia                                                                | Qual. Mondiali 2010                                                   | -                                                                     | 86’                                                                   |
| 1-4-2009                                                              | Belgrado                                                              | Serbia                                                                | 2 – 0                                                                 | Svezia                                                                | Amichevole                                                            | -                                                                     |                                                                       |
| 10-6-2009                                                             | Göteborg                                                              | Svezia                                                                | 4 – 0                                                                 | Malta                                                                 | Qual. Mondiali 2010                                                   | 1                                                                     | 77’                                                                   |
| 12-8-2009                                                             | Stoccolma                                                             | Svezia                                                                | 1 – 0                                                                 | Finlandia                                                             | Amichevole                                                            | -                                                                     |                                                                       |
| 5-9-2009                                                              | Budapest                                                              | Ungheria                                                              | 1 – 2                                                                 | Svezia                                                                | Qual. Mondiali 2010                                                   | -                                                                     | 75’                                                                   |
| 9-9-2009                                                              | Ta' Qali                                                              | Malta                                                                 | 0 – 1                                                                 | Svezia                                                                | Qual. Mondiali 2010                                                   | -                                                                     | 71’                                                                   |
| 10-10-2009                                                            | Copenaghen                                                            | Danimarca                                                             | 1 – 0                                                                 | Svezia                                                                | Qual. Mondiali 2010                                                   | -                                                                     | 89’                                                                   |
| 14-10-2009                                                            | Stoccolma                                                             | Svezia                                                                | 4 – 1                                                                 | Albania                                                               | Qual. Mondiali 2010                                                   | 1                                                                     | 37’                                                                   |
| 29-5-2010                                                             | Stoccolma                                                             | Svezia                                                                | 4 – 2                                                                 | Bosnia ed Erzegovina                                                  | Amichevole                                                            | 1                                                                     | 75’                                                                   |
| 2-6-2010                                                              | Minsk                                                                 | Bielorussia                                                           | 0 – 1                                                                 | Svezia                                                                | Amichevole                                                            | -                                                                     | 63’                                                                   |
| 11-8-2010                                                             | Solna                                                                 | Svezia                                                                | 3 – 0                                                                 | Scozia                                                                | Amichevole                                                            | -                                                                     | 78’                                                                   |
| 7-9-2010                                                              | Malmö                                                                 | Svezia                                                                | 6 – 0                                                                 | San Marino                                                            | Qual. Euro 2012                                                       | 1                                                                     | 82’                                                                   |
| 12-10-2010                                                            | Amsterdam                                                             | Paesi Bassi                                                           | 4 – 1                                                                 | Svezia                                                                | Qual. Euro 2012                                                       | -                                                                     | 79’                                                                   |
| 17-11-2010                                                            | Göteborg                                                              | Svezia                                                                | 0 – 0                                                                 | Germania                                                              | Amichevole                                                            | -                                                                     | 69’                                                                   |
| 8-2-2011                                                              | Nicosia                                                               | Cipro                                                                 | 0 – 2                                                                 | Svezia                                                                | Amichevole                                                            | 1                                                                     | 89’                                                                   |
| 15-8-2012                                                             | Solna                                                                 | Svezia                                                                | 0 – 3                                                                 | Brasile                                                               | Amichevole                                                            | -                                                                     | 72’                                                                   |
| 6-9-2012                                                              | Helsingborg                                                           | Svezia                                                                | 1 – 0                                                                 | Cina                                                                  | Amichevole                                                            | -                                                                     | 73’                                                                   |
| 11-9-2012                                                             | Malmö                                                                 | Svezia                                                                | 2 – 0                                                                 | Kazakistan                                                            | Qual. Mondiali 2014                                                   | 1                                                                     | 85’                                                                   |
| 12-10-2012                                                            | Tórshavn                                                              | Fær Øer                                                               | 1 – 2                                                                 | Svezia                                                                | Qual. Mondiali 2014                                                   | -                                                                     | 77’                                                                   |
| 5-3-2014                                                              | Ankara                                                                | Turchia                                                               | 2 – 1                                                                 | Svezia                                                                | Amichevole                                                            | -                                                                     | 46’                                                                   |
| 28-5-2014                                                             | Copenaghen                                                            | Danimarca                                                             | 1 – 0                                                                 | Svezia                                                                | Amichevole                                                            | -                                                                     | 27’ 70’                                                               |
| 1-6-2014                                                              | Solna                                                                 | Svezia                                                                | 0 – 2                                                                 | Belgio                                                                | Amichevole                                                            | -                                                                     | 72’                                                                   |
| 27-3-2015                                                             | Chișinău                                                              | Moldavia                                                              | 0 – 2                                                                 | Svezia                                                                | Qual. Euro 2016                                                       | -                                                                     | 70’                                                                   |
| 31-3-2015                                                             | Solna                                                                 | Svezia                                                                | 3 – 1                                                                 | Iran                                                                  | Amichevole                                                            | 1                                                                     | 65’                                                                   |
| 8-6-2015                                                              | Oslo                                                                  | Norvegia                                                              | 0 – 0                                                                 | Svezia                                                                | Amichevole                                                            | -                                                                     |                                                                       |
| 14-6-2015                                                             | Solna                                                                 | Svezia                                                                | 3 – 1                                                                 | Montenegro                                                            | Qual. Euro 2016                                                       | 1                                                                     |                                                                       |
| 5-9-2015                                                              | Mosca                                                                 | Russia                                                                | 1 – 0                                                                 | Svezia                                                                | Qual. Euro 2016                                                       | -                                                                     | 60’                                                                   |
| 8-9-2015                                                              | Solna                                                                 | Svezia                                                                | 1 – 4                                                                 | Austria                                                               | Qual. Euro 2016                                                       | -                                                                     |                                                                       |
| 9-10-2015                                                             | Vaduz                                                                 | Liechtenstein                                                         | 0 – 2                                                                 | Svezia                                                                | Qual. Euro 2016                                                       | 1                                                                     | 61’                                                                   |
| 14-11-2015                                                            | Solna                                                                 | Svezia                                                                | 2 – 1                                                                 | Danimarca                                                             | Qual. Euro 2016                                                       | -                                                                     |                                                                       |
| 17-11-2015                                                            | Copenaghen                                                            | Danimarca                                                             | 2 – 2                                                                 | Svezia                                                                | Qual. Euro 2016                                                       | -                                                                     |                                                                       |
| 24-3-2016                                                             | Adalia                                                                | Turchia                                                               | 2 – 1                                                                 | Svezia                                                                | Amichevole                                                            | -                                                                     |                                                                       |
| 29-3-2016                                                             | Solna                                                                 | Svezia                                                                | 1 – 1                                                                 | Rep. Ceca                                                             | Amichevole                                                            | 1                                                                     | 46’                                                                   |
| 5-6-2016                                                              | Solna                                                                 | Svezia                                                                | 3 – 0                                                                 | Galles                                                                | Amichevole                                                            | -                                                                     | 76’                                                                   |
| 13-6-2016                                                             | Saint-Denis                                                           | Irlanda                                                               | 1 – 1                                                                 | Svezia                                                                | Euro 2016 - 1º turno                                                  | -                                                                     | 59’                                                                   |
| 17-6-2016                                                             | Tolosa                                                                | Italia                                                                | 1 – 0                                                                 | Svezia                                                                | Euro 2016 - 1º turno                                                  | -                                                                     | 86’                                                                   |
| 22-6-2016                                                             | Nizza                                                                 | Svezia                                                                | 0 – 1                                                                 | Belgio                                                                | Euro 2016 - 1º turno                                                  | -                                                                     | 63’                                                                   |
| 6-9-2016                                                              | Solna                                                                 | Svezia                                                                | 1 – 1                                                                 | Paesi Bassi                                                           | Qual. Mondiali 2018                                                   | 1                                                                     | 89’                                                                   |
| 7-10-2016                                                             | Lussemburgo                                                           | Lussemburgo                                                           | 0 – 1                                                                 | Svezia                                                                | Qual. Mondiali 2018                                                   | -                                                                     |                                                                       |
| 10-10-2016                                                            | Solna                                                                 | Svezia                                                                | 3 – 0                                                                 | Bulgaria                                                              | Qual. Mondiali 2018                                                   | -                                                                     | 85’                                                                   |
| 25-3-2017                                                             | Solna                                                                 | Svezia                                                                | 4 – 0                                                                 | Bielorussia                                                           | Qual. Mondiali 2018                                                   | 1                                                                     |                                                                       |
| 28-3-2017                                                             | Funchal                                                               | Portogallo                                                            | 2 – 3                                                                 | Svezia                                                                | Amichevole                                                            | -                                                                     | 87’                                                                   |
| 9-6-2017                                                              | Solna                                                                 | Svezia                                                                | 2 – 1                                                                 | Francia                                                               | Qual. Mondiali 2018                                                   | -                                                                     | 89’                                                                   |
| 31-8-2017                                                             | Sofia                                                                 | Bulgaria                                                              | 3 – 2                                                                 | Svezia                                                                | Qual. Mondiali 2018                                                   | 1                                                                     |                                                                       |
| 3-9-2017                                                              | Borisov                                                               | Bielorussia                                                           | 0 – 4                                                                 | Svezia                                                                | Qual. Mondiali 2018                                                   | 1                                                                     | 85’                                                                   |
| 7-10-2017                                                             | Solna                                                                 | Svezia                                                                | 8 – 0                                                                 | Lussemburgo                                                           | Qual. Mondiali 2018                                                   | 4                                                                     | 74’                                                                   |
| 10-10-2017                                                            | Amsterdam                                                             | Paesi Bassi                                                           | 2 – 0                                                                 | Svezia                                                                | Qual. Mondiali 2018                                                   | -                                                                     |                                                                       |
| 10-11-2017                                                            | Solna                                                                 | Svezia                                                                | 1 – 0                                                                 | Italia                                                                | Qual. Mondiali 2018                                                   | -                                                                     | 1’ 75’                                                                |
| 13-11-2017                                                            | Milano                                                                | Italia                                                                | 0 – 0                                                                 | Svezia                                                                | Qual. Mondiali 2018                                                   | -                                                                     |                                                                       |
| 24-3-2018                                                             | Solna                                                                 | Svezia                                                                | 1 – 2                                                                 | Cile                                                                  | Amichevole                                                            | -                                                                     |                                                                       |
| 27-3-2018                                                             | Craiova                                                               | Romania                                                               | 1 – 0                                                                 | Svezia                                                                | Amichevole                                                            | -                                                                     | 87’                                                                   |
| 2-6-2018                                                              | Solna                                                                 | Svezia                                                                | 0 – 0                                                                 | Danimarca                                                             | Amichevole                                                            | -                                                                     | 65’                                                                   |
| 9-6-2018                                                              | Göteborg                                                              | Svezia                                                                | 0 – 0                                                                 | Perù                                                                  | Amichevole                                                            | -                                                                     |                                                                       |
| 18-6-2018                                                             | Nižnij Novgorod                                                       | Svezia                                                                | 1 – 0                                                                 | Corea del Sud                                                         | Mondiali 2018 - 1º turno                                              | -                                                                     |                                                                       |
| 23-6-2018                                                             | Soči                                                                  | Germania                                                              | 2 – 1                                                                 | Svezia                                                                | Mondiali 2018 - 1º turno                                              | -                                                                     | 90+1’                                                                 |
| 27-6-2018                                                             | Ekaterinburg                                                          | Messico                                                               | 0 – 3                                                                 | Svezia                                                                | Mondiali 2018 - 1º turno                                              | -                                                                     | 68’                                                                   |
| 3-7-2018                                                              | San Pietroburgo                                                       | Svezia                                                                | 1 – 0                                                                 | Svizzera                                                              | Mondiali 2018 - Ottavi di finale                                      | -                                                                     | 90+1’                                                                 |
| 7-7-2018                                                              | Samara                                                                | Svezia                                                                | 0 – 2                                                                 | Inghilterra                                                           | Mondiali 2018 - Quarti di finale                                      | -                                                                     |                                                                       |
| 10-9-2018                                                             | Solna                                                                 | Svezia                                                                | 2 – 3                                                                 | Turchia                                                               | UEFA Nations League 2018-2019 - 1º turno                              | -                                                                     |                                                                       |
| 11-10-2018                                                            | Kaliningrad                                                           | Russia                                                                | 0 – 0                                                                 | Svezia                                                                | UEFA Nations League 2018-2019 - 1º turno                              | -                                                                     | 82’                                                                   |
| 16-10-2018                                                            | Solna                                                                 | Svezia                                                                | 1 – 1                                                                 | Slovacchia                                                            | Amichevole                                                            | -                                                                     | 66’                                                                   |
| 17-11-2018                                                            | Eskişehir                                                             | Turchia                                                               | 0 – 1                                                                 | Svezia                                                                | UEFA Nations League 2018-2019 - 1º turno                              | -                                                                     |                                                                       |
| 20-11-2018                                                            | Solna                                                                 | Svezia                                                                | 2 – 0                                                                 | Russia                                                                | UEFA Nations League 2018-2019 - 1º turno                              | 1                                                                     |                                                                       |
| 23-3-2019                                                             | Solna                                                                 | Svezia                                                                | 2 – 1                                                                 | Romania                                                               | Qual. Euro 2020                                                       | -                                                                     |                                                                       |
| 26-3-2019                                                             | Oslo                                                                  | Norvegia                                                              | 3 – 3                                                                 | Svezia                                                                | Qual. Euro 2020                                                       | -                                                                     |                                                                       |
| 7-6-2019                                                              | Solna                                                                 | Svezia                                                                | 3 – 0                                                                 | Malta                                                                 | Qual. Euro 2020                                                       | -                                                                     | 69’                                                                   |
| 10-6-2019                                                             | Madrid                                                                | Spagna                                                                | 3 – 0                                                                 | Svezia                                                                | Qual. Euro 2020                                                       | -                                                                     |                                                                       |
| 5-9-2019                                                              | Tórshavn                                                              | Fær Øer                                                               | 0 – 4                                                                 | Svezia                                                                | Qual. Euro 2020                                                       | -                                                                     |                                                                       |
| 8-9-2019                                                              | Solna                                                                 | Svezia                                                                | 1 – 1                                                                 | Norvegia                                                              | Qual. Euro 2020                                                       | -                                                                     | 77’                                                                   |
| 12-10-2019                                                            | Ta' Qali                                                              | Malta                                                                 | 0 – 4                                                                 | Svezia                                                                | Qual. Euro 2020                                                       | -                                                                     | 79’                                                                   |
| 15-10-2019                                                            | Stoccolma                                                             | Svezia                                                                | 1 – 1                                                                 | Spagna                                                                | Qual. Euro 2020                                                       | 1                                                                     | 89’ 90+3’                                                             |
| 15-11-2019                                                            | Bucarest                                                              | Romania                                                               | 0 – 2                                                                 | Svezia                                                                | Qual. Euro 2020                                                       | 1                                                                     | 78’                                                                   |
| 5-9-2020                                                              | Solna                                                                 | Svezia                                                                | 0 – 1                                                                 | Francia                                                               | UEFA Nations League 2020-2021 - 1º turno                              | -                                                                     |                                                                       |
| 8-9-2020                                                              | Solna                                                                 | Svezia                                                                | 0 – 2                                                                 | Portogallo                                                            | UEFA Nations League 2020-2021 - 1º turno                              | -                                                                     | cap.                                                                  |
| 11-10-2020                                                            | Zagabria                                                              | Croazia                                                               | 2 – 1                                                                 | Svezia                                                                | UEFA Nations League 2020-2021 - 1º turno                              | 1                                                                     | cap.                                                                  |
| 14-10-2020                                                            | Lisbona                                                               | Portogallo                                                            | 3 – 0                                                                 | Svezia                                                                | UEFA Nations League 2020-2021 - 1º turno                              | -                                                                     | cap. 79’ 88’                                                          |
| 14-11-2020                                                            | Solna                                                                 | Svezia                                                                | 2 – 1                                                                 | Croazia                                                               | UEFA Nations League 2020-2021 - 1º turno                              | -                                                                     | cap.                                                                  |
| 17-11-2020                                                            | Saint-Denis                                                           | Francia                                                               | 4 – 2                                                                 | Svezia                                                                | UEFA Nations League 2020-2021 - 1º turno                              | -                                                                     | cap. 86’                                                              |
| 28-3-2021                                                             | Pristina                                                              | Kosovo                                                                | 0 – 3                                                                 | Svezia                                                                | Qual. Mondiali 2022                                                   | -                                                                     | 67’                                                                   |
| 31-3-2021                                                             | Solna                                                                 | Svezia                                                                | 1 – 0                                                                 | Estonia                                                               | Amichevole                                                            | 1                                                                     | cap. 63’                                                              |
| 29-5-2021                                                             | Solna                                                                 | Svezia                                                                | 2 – 0                                                                 | Finlandia                                                             | Amichevole                                                            | -                                                                     | 69’                                                                   |
| 5-6-2021                                                              | Solna                                                                 | Svezia                                                                | 3 – 1                                                                 | Armenia                                                               | Amichevole                                                            | 1                                                                     | 71’                                                                   |
| 14-6-2021                                                             | Siviglia                                                              | Spagna                                                                | 0 – 0                                                                 | Svezia                                                                | Euro 2020 - 1º turno                                                  | -                                                                     | 69’                                                                   |
| 18-6-2021                                                             | San Pietroburgo                                                       | Svezia                                                                | 1 – 0                                                                 | Slovacchia                                                            | Euro 2020 - 1º turno                                                  | -                                                                     | 64’                                                                   |
| 23-6-2021                                                             | San Pietroburgo                                                       | Svezia                                                                | 3 – 2                                                                 | Polonia                                                               | Euro 2020 - 1º turno                                                  | -                                                                     | 68’                                                                   |
| 29-6-2021                                                             | Glasgow                                                               | Svezia                                                                | 1 – 2 dts                                                             | Ucraina                                                               | Euro 2020 - Ottavi di finale                                          | -                                                                     | 97’                                                                   |
| Totale                                                                |                                                                       | Presenze                                                              | 90                                                                    |                                                                       | Reti                                                                  | 24                                                                    |                                                                       |

## Palmarès

### Club
- Campionato svedese: 1

IFK Göteborg: 2007
- Coppa di Grecia: 1

Panathinaikos: 2013-2014
- Campionato emiratino: 1

Al-Ain: 2017-2018
- Coppa del Presidente degli Emirati Arabi Uniti: 1

Al-Ain: 2017-2018

### Individuale
- Capocannoniere del campionato svedese: 1

2007 (14 gol, a pari merito con Razak Omotoyossi)
- Capocannoniere del campionato europeo Under-21: 1

Svezia 2009 (7 gol)
- Miglior giocatore dell'Europeo Under-21: 1

Svezia 2009
- Capocannoniere della Coppa di Grecia

2013-2014 (7 gol)
- Calciatore straniero dell'anno del campionato greco: 3

2014, 2016, 2017
- Capocannoniere del Campionato greco: 1

2016-17 (22 goal)
- Capocannoniere del campionato emiratino: 1

2017-2018 (25 gol)